# Castello di Moritzburg

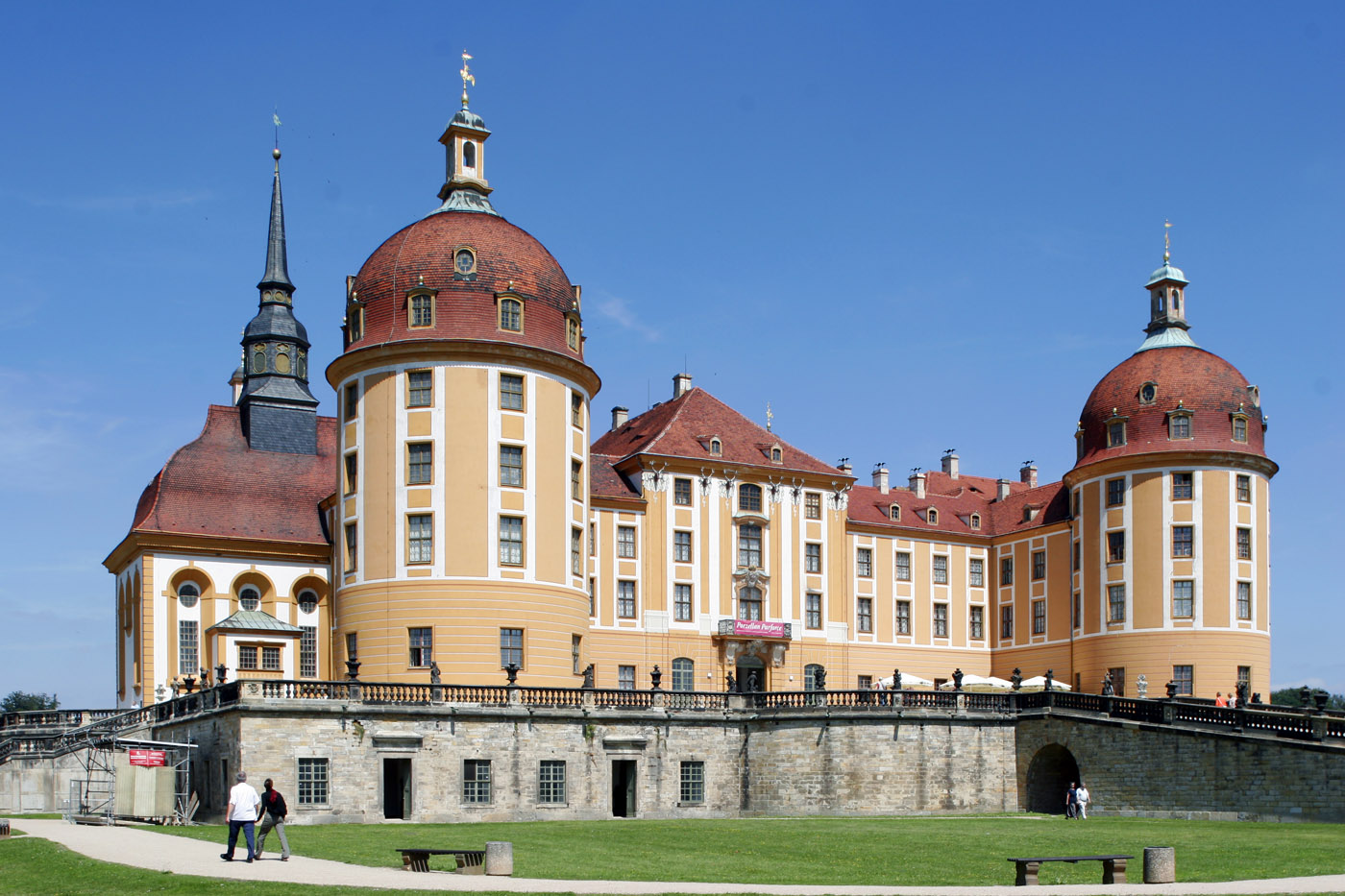
Facciata del castello di Moritzburg

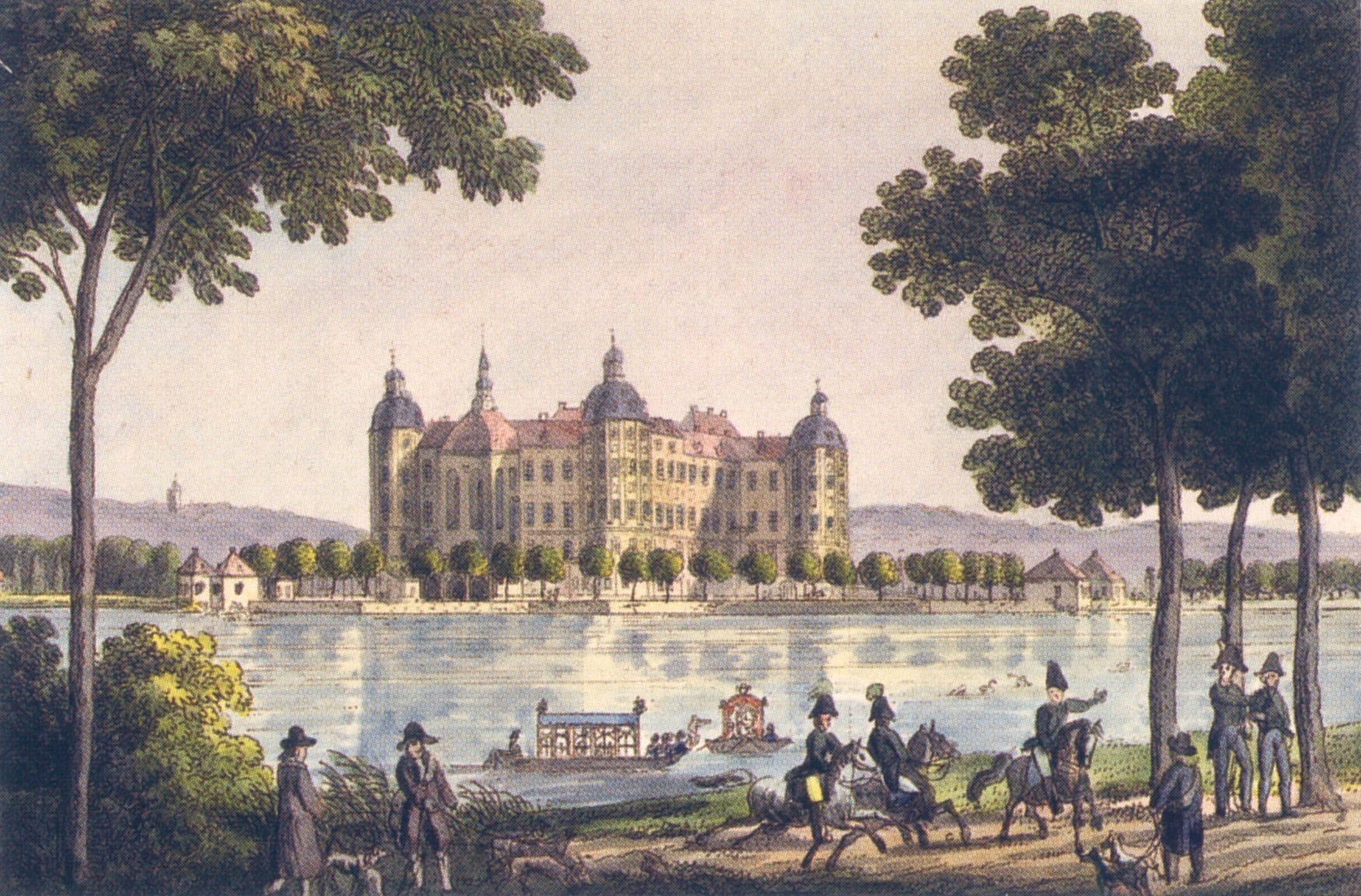
Il castello di Moritzburg intorno al 1800

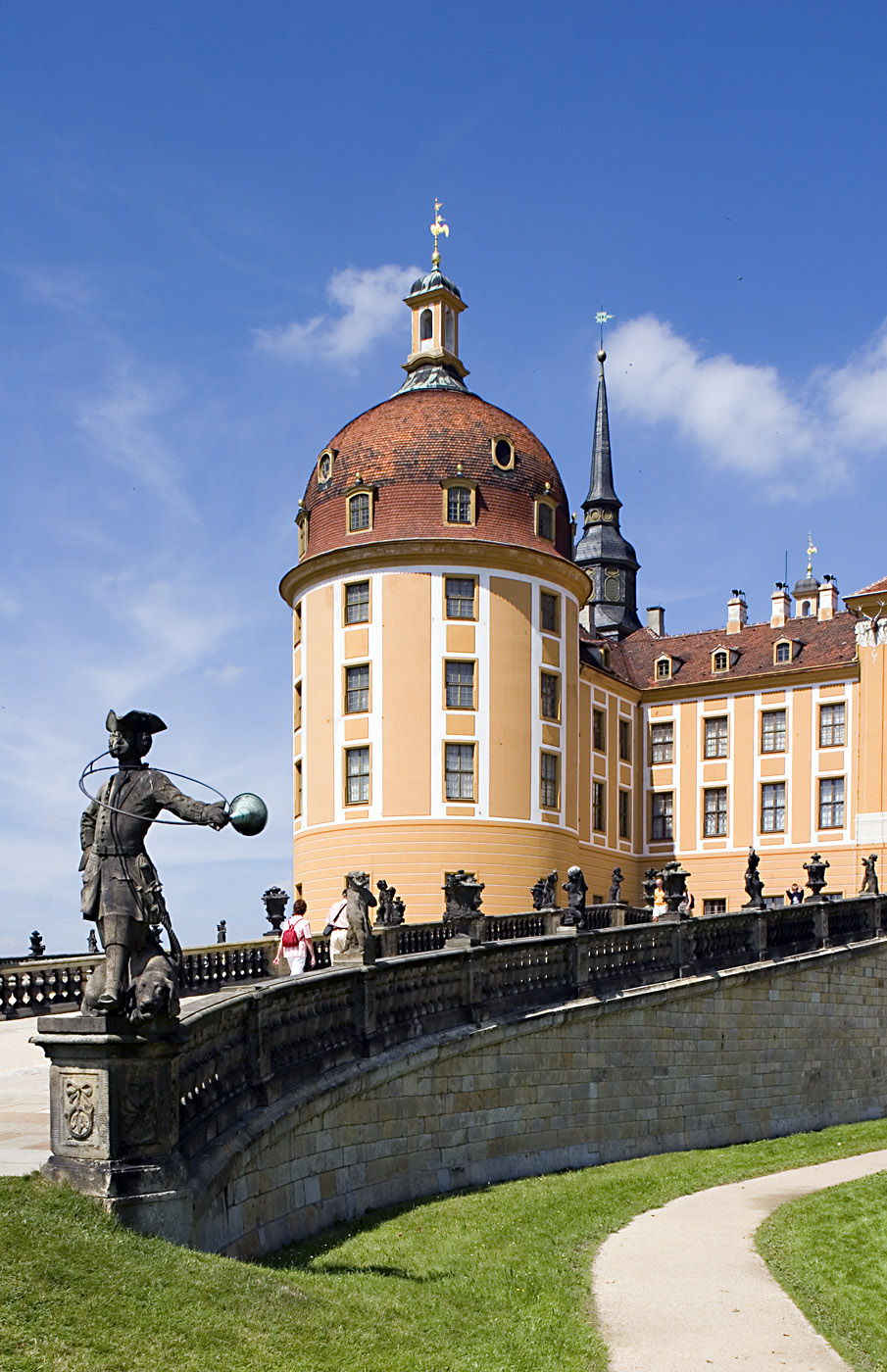
Particolare del castello di Moritzburg

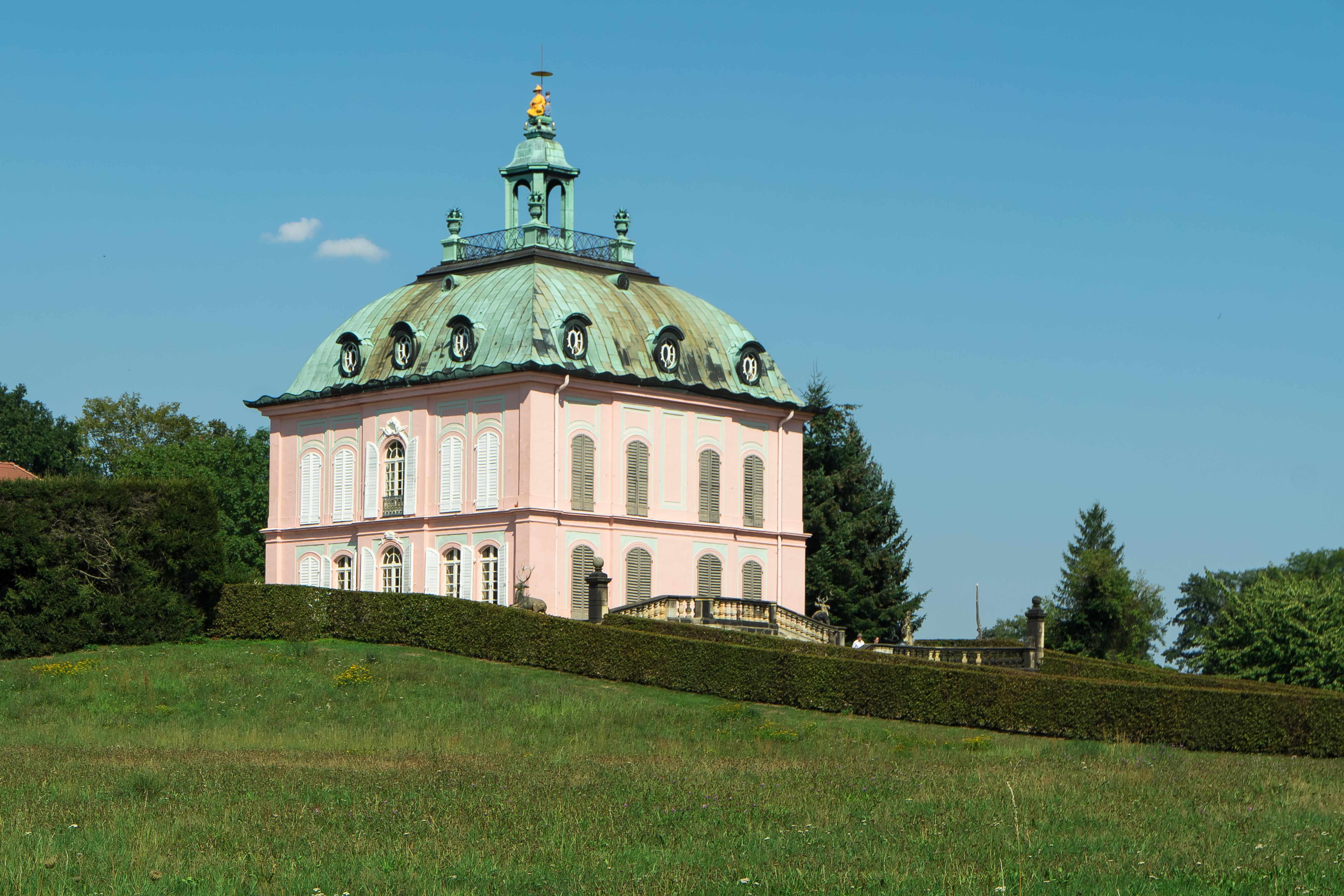
Parco del castello di Moritzburg: Fasanenschlösschen

Il castello di Moritzburg  (in tedesco: Schloss Moritzburg o Jagdschloss Moritzburg) è un castello in stile barocco della città tedesca di Moritzburg (15 km nord-ovest di Dresda), in Sassonia (Germania centro-orientale), costruito nella forma attuale su progetto di Matthäus Daniel Pöppelmann e su commissione di Augusto il Forte (duo al quale si devono anche lo Zwinger di Dresda e il castello di Pillnitz, sempre a Dresda) tra il 1723 e il 1733 su un preesistente castello di caccia del 1542-1546 fatto erigere dal duca Maurizio (Moritz) di Sassonia.
Si tratta di uno dei più imponenti castelli barocchi dell'Europa centrale.
Ogni anno vi si celebra il festival di Moritzburg.

## Ubicazione
Il castello si trova nella parte settentrionale di Moritzburg.

## Caratteristiche
Il castello, al quale si accede percorrendo un viale lungo 5 km, è immerso in un parco e si trova su un isolotto in mezzo ad un laghetto artificiale.

L'edificio è sorretto ai quattro angoli da altrettante torri di forma cilindrica e si caratterizza per la facciata di color bianco-ocra, tipico degli edifici in stile barocco in Sassonia.
La scalinata e la terrazza del castello sono decorate da statue in arenaria che rispecchiano il carattere di castello di caccia e di castello dedicato ai divertimenti.
L'edificio ospita, tra l'altro, un museo del barocco (Barockmuseum) e le Scuderie nazionali della Sassonia.

### Interni

#### Cappella
La cappella del castello risale al 1661 e fu costruita per volere del principe Giovanni Giorgio II.

#### Barockmuseum
Nel Barockmuseum ("museo del barocco") sono esposti, tra l'altro, mobili, porcellane di Meißen, lacche, dipinti di Lucas Cranach il Giovane, trofei di caccia, ecc.

### Parco

#### Fasanerie
Nel parco, in mezzo ad un porticciolo, si trova la Fasanerie o Fasanenschlösschen (lett. "piccolo castello dei fagiani"), un piccolo castello che ora ospita un museo di ornitologia.

Gli interni sono in stile rococò.

## Il castello nel cinema e nelle fiction
- Nell'inverno 1972-1973, furono girate nel castello alcune scene del film Tři oříšky pro Popelku / Drei Haselnüsse für Aschenbrödel  (in italiano: "Tre nocciole per Cenerentola"), una coproduzione tra la Cecoslovacchia e la DDR, diretta dal regista cecoslovacco Václav Vorlíček e con protagonisti gli attori Libuše Šafránková (nel ruolo di Cenerentola) e Pavel Trávníček (nel ruolo del principe)[10][11][12]

## Altre immagini

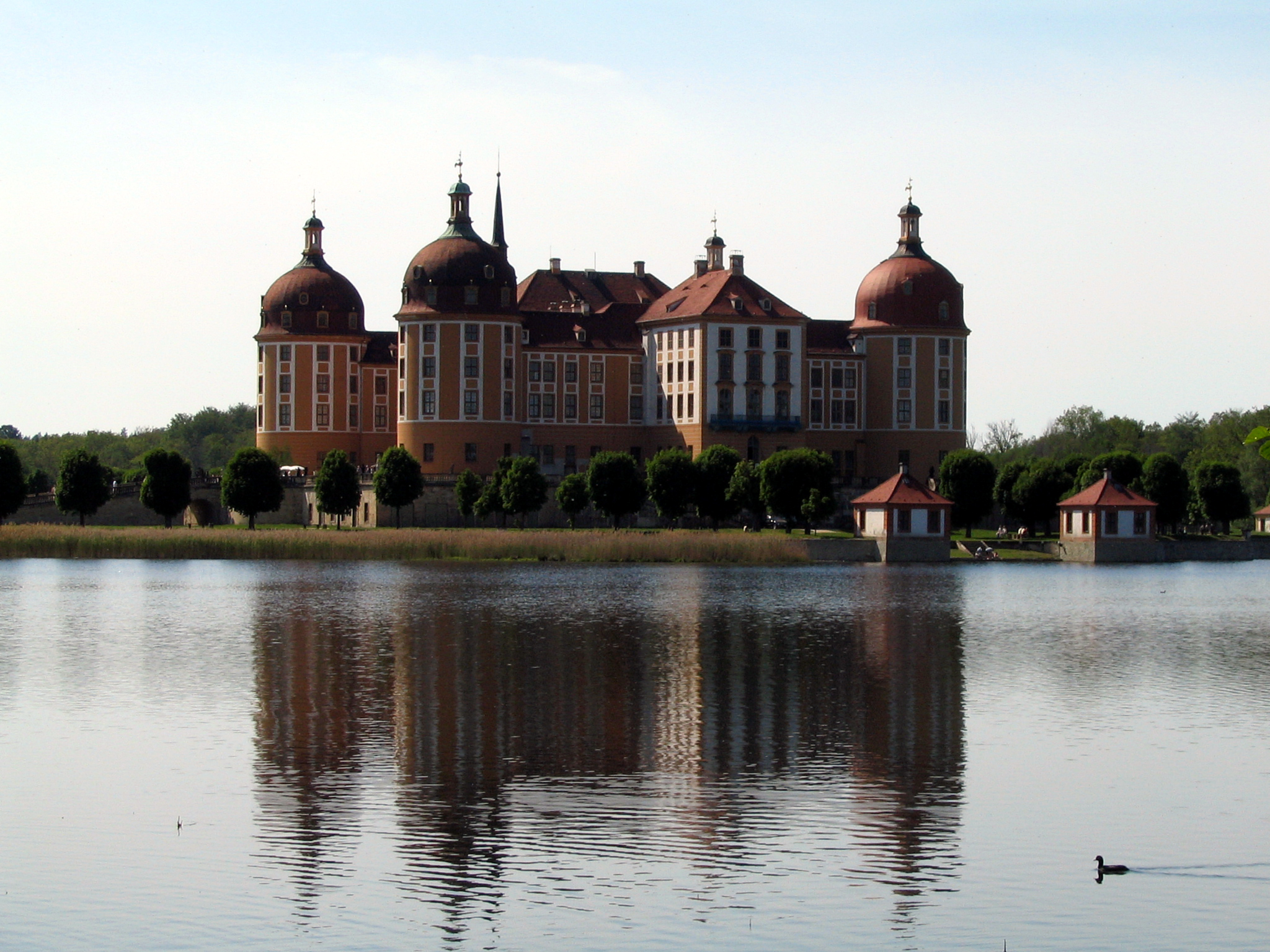
Il castello di Moritzburg
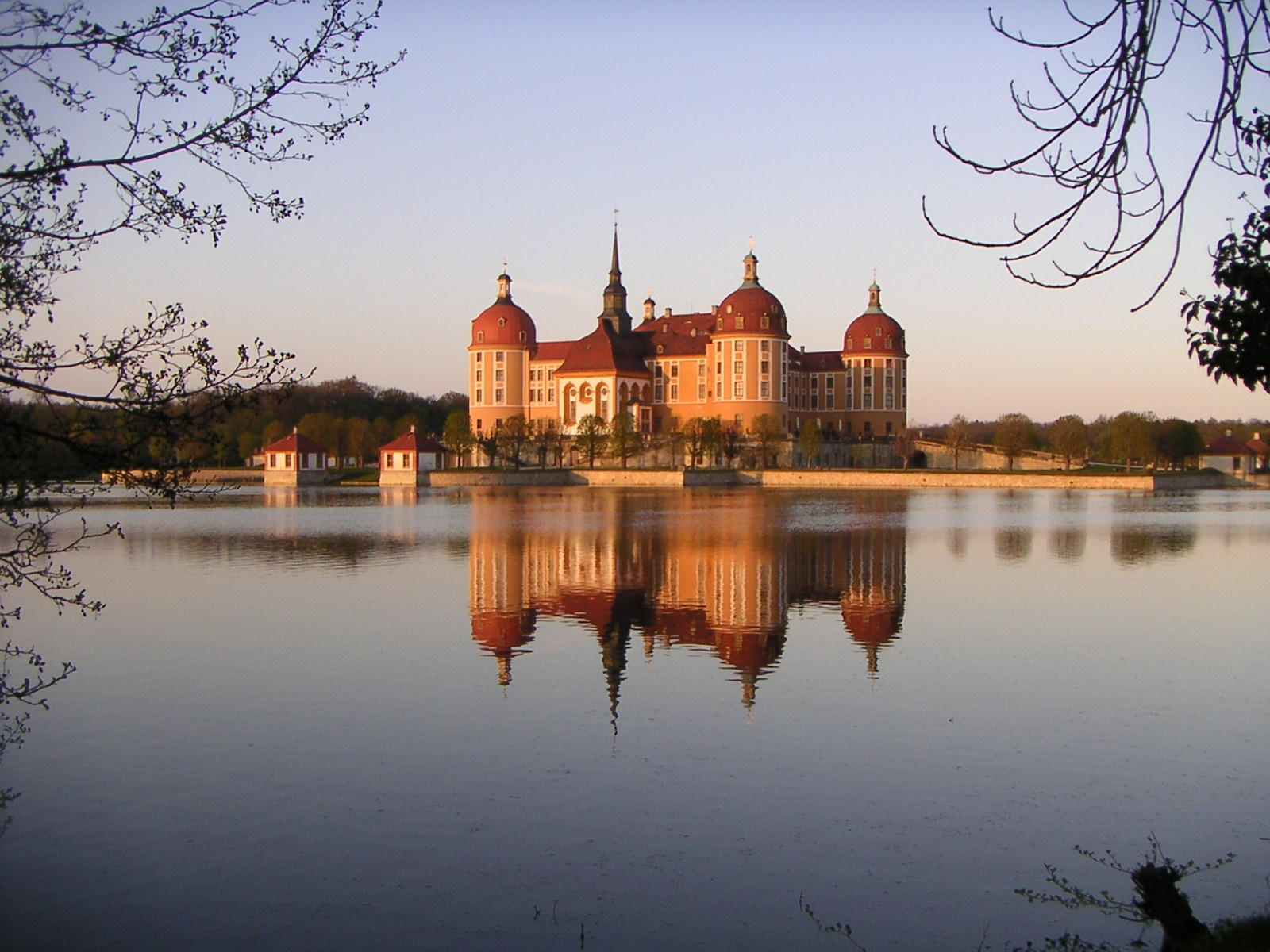
Il castello al tramonto
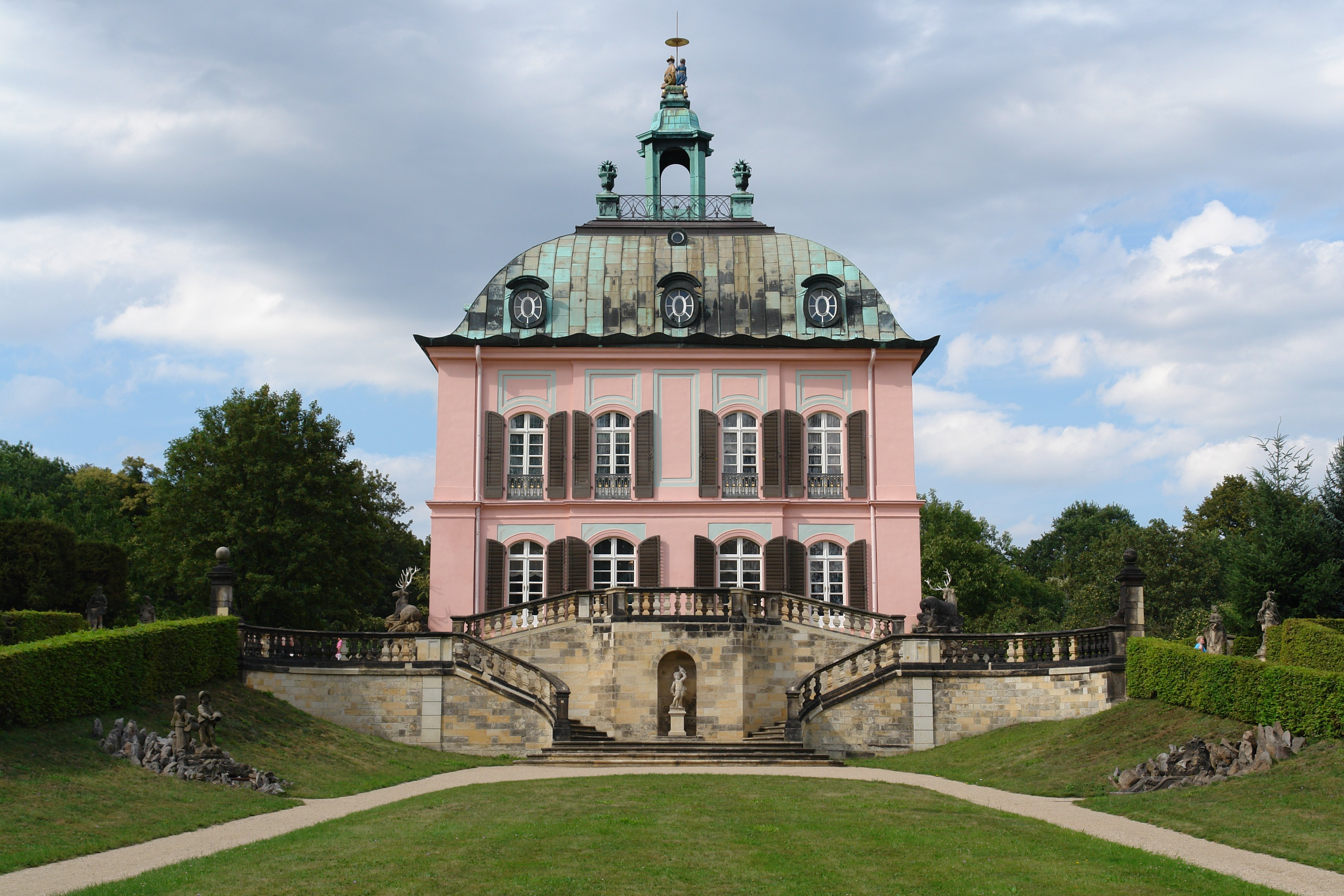
Fasanerie
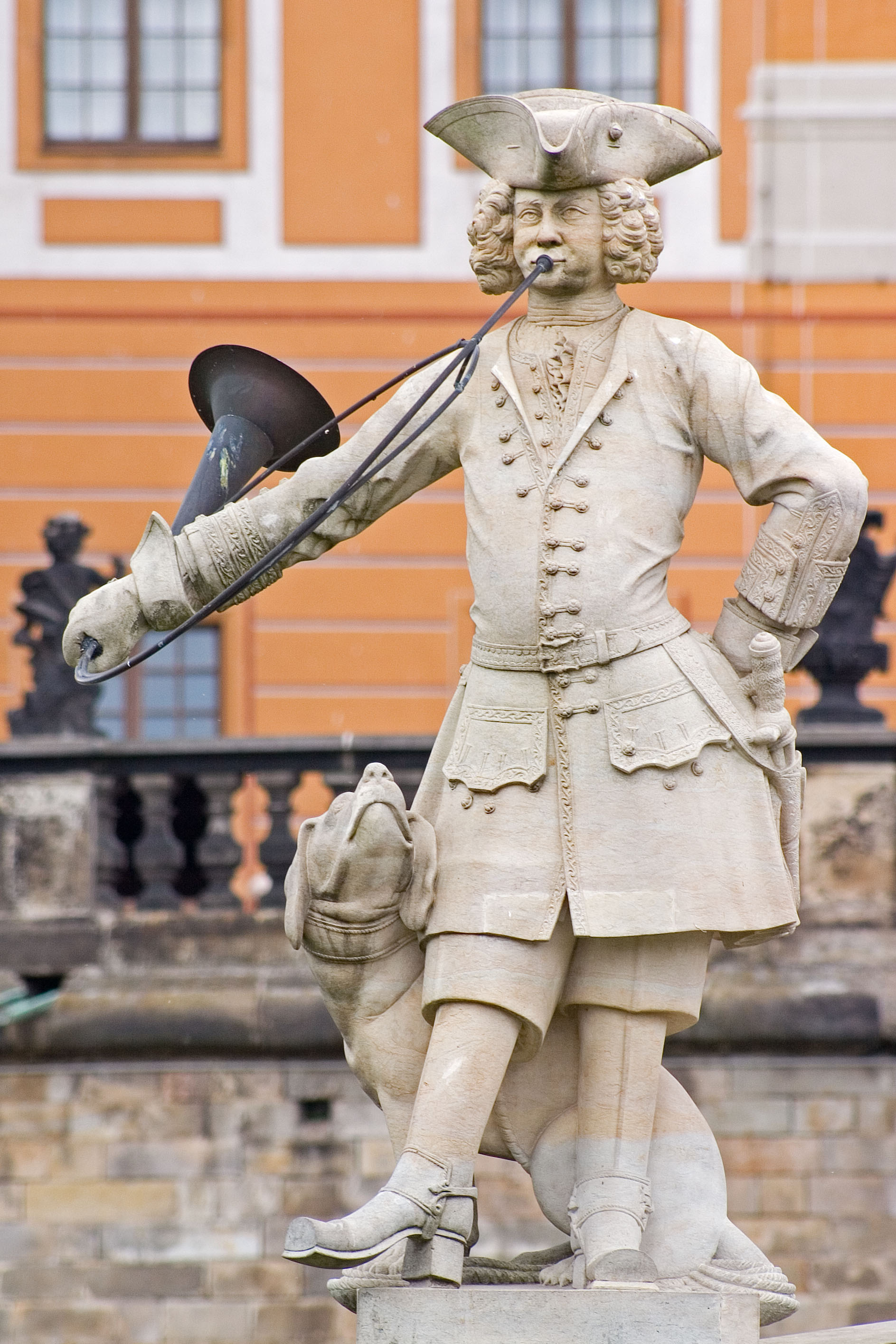
Statua all'ingresso al castello
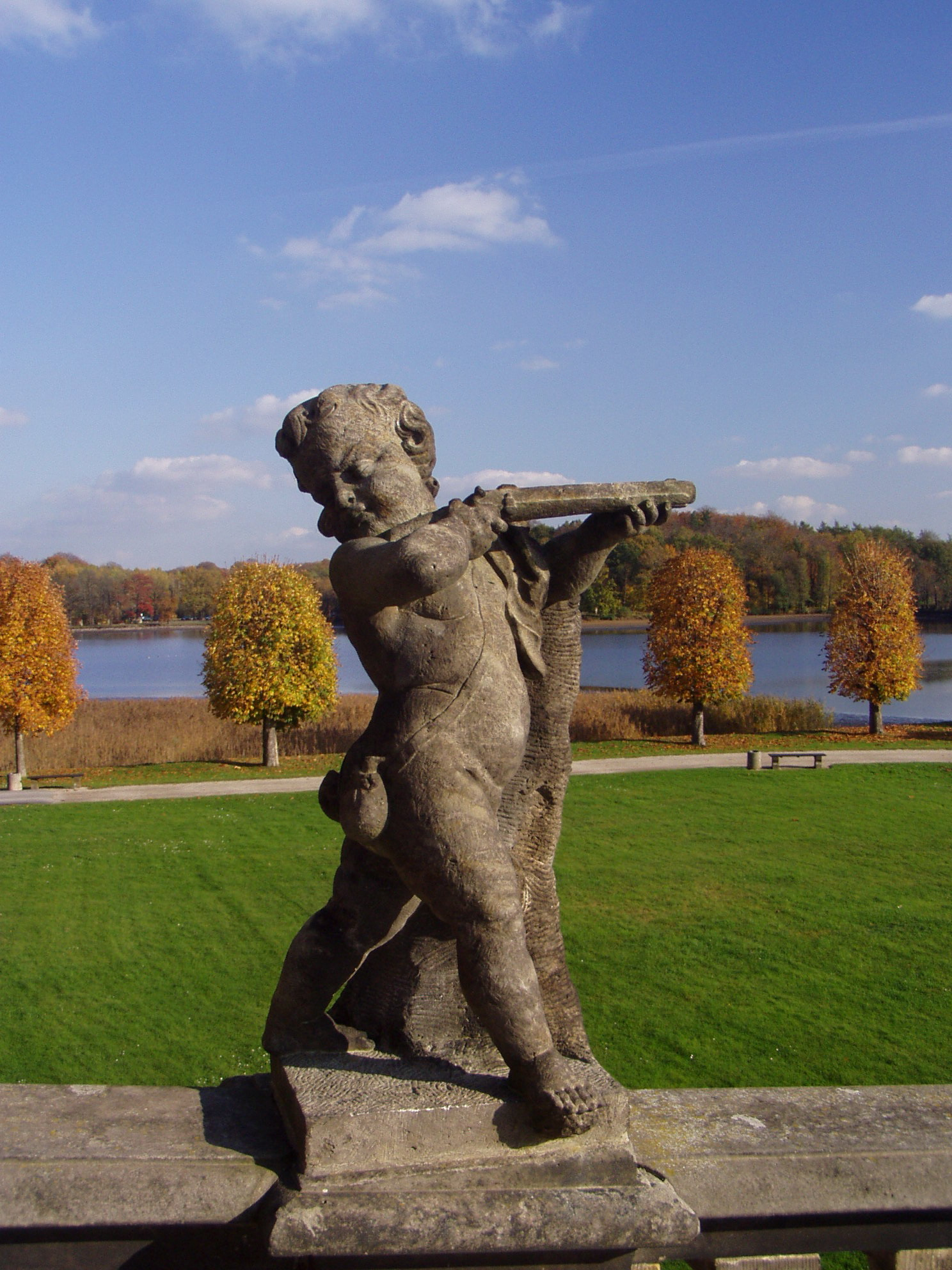
Putto nel giardino del castello
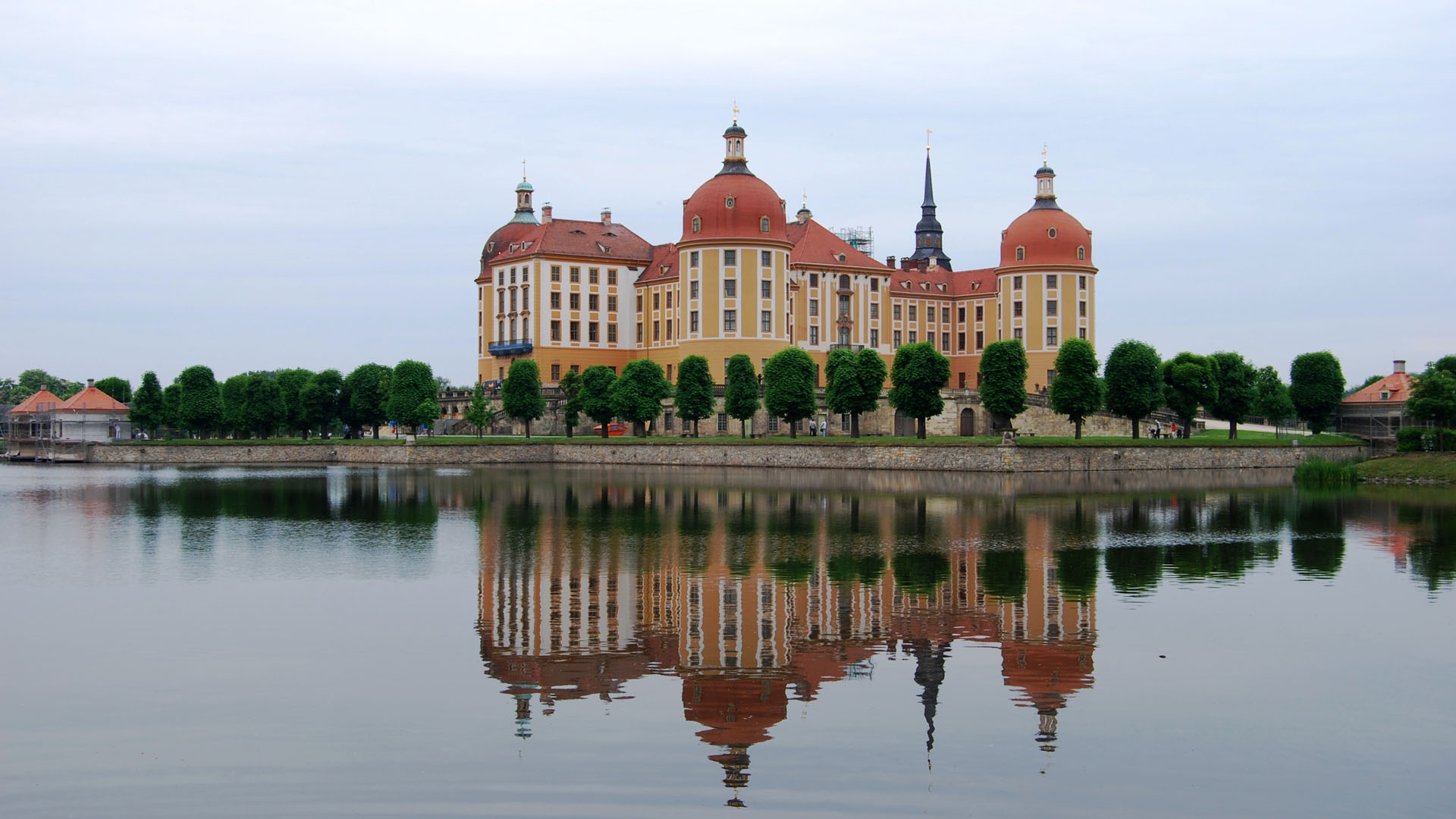
Il castello si specchia nel lago